# Songs for Achilles
Songs for Achilles (Pieśni dla Achillesa) – zbiór trzech pieśni  Michaela Tippetta, na głos tenorowy z akompaniamentem gitary; teksty utworów odwołują się do postaci Achillesa. Pierwsze wykonanie utworu miało miejsce 7 lipca 1961 (Peter Pears - śpiew; Julian Bream - gitara) podczas Festiwalu w Aldenburgh.
Pierwsza z pieśni (In the tent) pochodzi z drugiego aktu opery Król Priam (partia Achillesa O rich-soiled land...): liryczny tekst pieśni ma charakter nostalgiczny, warstwa muzyczna wyraża jednak burzliwe i złożone emocje. Taki charakter pierwszej pieśni rozwijają dwie kolejne, Across the plain i By the sea (w tej ostatniej użyty jest palindrom przedstawiający wyjście Tetydy, matki Achillesa, z morza, i jej powrót do niego).  
Nagrania pieśni dostępne są m.in. na płytach Tippett - Vocal Music (Decca, wyk. Philip Langridge/Timothy Walker, 2005) oraz Songs (Hyperion, wyk. Martyn Hill/Craig Ogden, 1994; zbiór pieśni Tippeta).